# Демьянова уха
«Демьянова уха» — басня русского баснописца И. А. Крылова. Впервые издана в 1813 году. Хрестоматийное произведение в преподавании русского языка и литературы в школе.

## История
Первое авторское исполнение состоялось в 1811 году на заседания «Беседы любителей русского слова» в доме Г. Р. Державина: «Крылов приехал в собрание поздно. Читали очень длинную пьесу; он уселся в свое кресло. „Иван Андреич, что — привезли?“ спросил у него через стол Хвостов. — „Привез“. — „Пожалуйте мне“. — „А вот ужо после“. Крылов не торопится. Наконец пьеса кончена. Иван Андреевич вытаскивает из кармана своего широкого сюртука помятый листок, и знаменитая „Уха“ на столе».
В другой интерпретации этого исторического анекдота Крылов в скуке от бесконечной пьесы быстро переписал мораль басни и при последующем её прочтении вызвал фурор от совпадения ситуаций.
Басня «Демьянова уха» Крылова была написана в конечном варианте между мартом 1811 и июнем 1813 года и впервые была опубликована в журнале «Чтение в Беседе любителей русского слова» в Санкт-Петербурге в 1813 г. (Чтение XI).
Уже современник П. А. Плетнёв пишет о даре Крылова и упоминает «Демьянову уху» первой в числе важнейших басен при описании русского характера: «В самом деле, перечитайте подряд басни „Демьянова уха“, „Рыбья пляска“, „Волк на псарне“, „Стрекоза и Муравей“, „Лебедь, Щука и Рак“, „Квартет“, „Ворона и Курица“, „Кот и Повар“, „Тришкин кафтан“, „Крестьянин и Работник“ и множество других, с детства полюбившихся нам, — и перед вами встанет „русский мир“, с нашими нравственными, душевными изъянами, неразрешенными за века проблемами, не искорененными дурными привычками, глупыми порядками, служебными пороками; но и — с признанными достоинствами, бесчисленными талантами, беспримерным великодушием, неизменной самоиронией.„
С середины 19 века басня является хрестоматийным произведением в преподавании русского языка и литературы в школе. В настоящее время методисты рекомендуют его для изучения в 5-6 классах.

## Сюжет

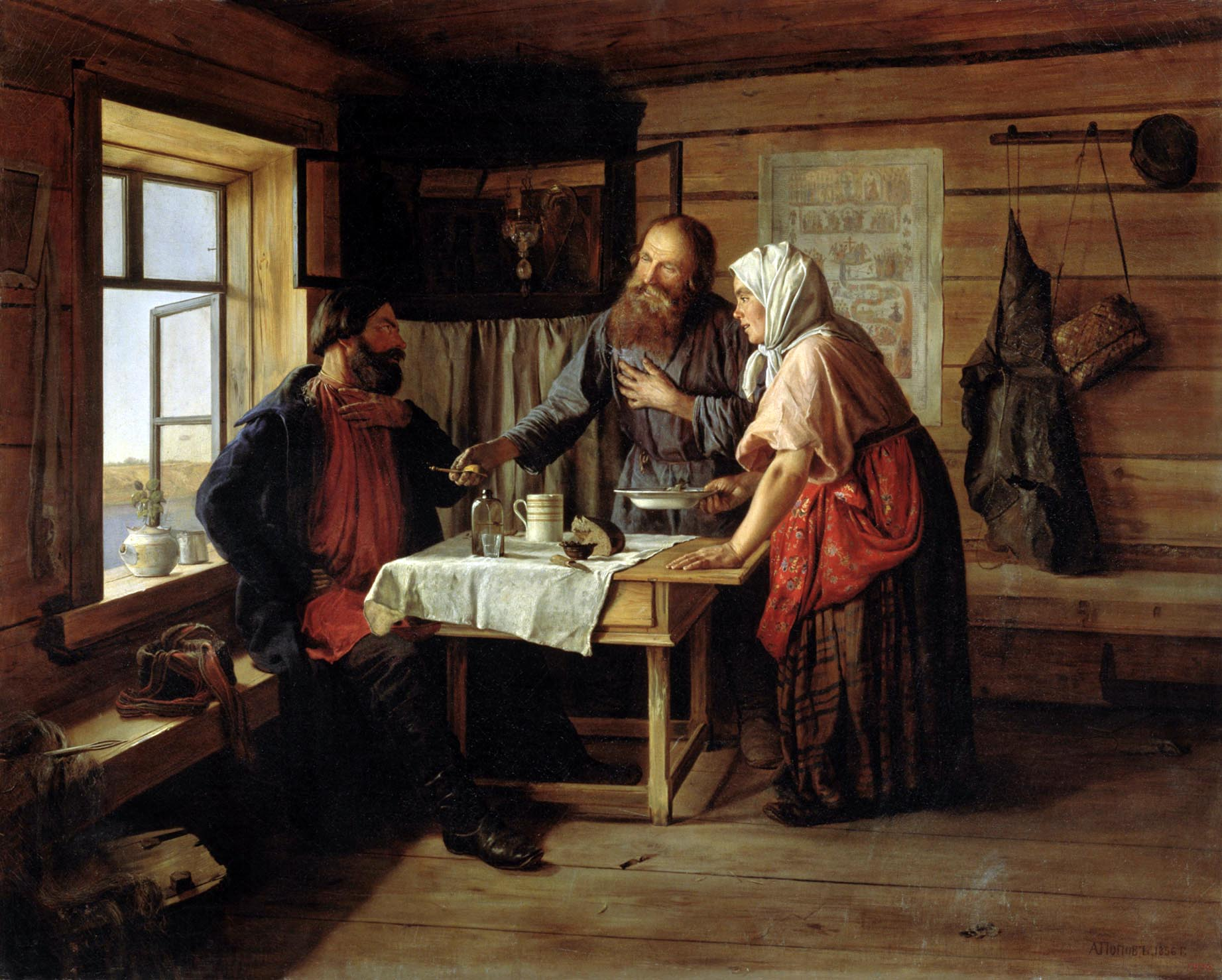
Демьянова уха, А. А. Попов, 1856 г. В собрании Русского музея

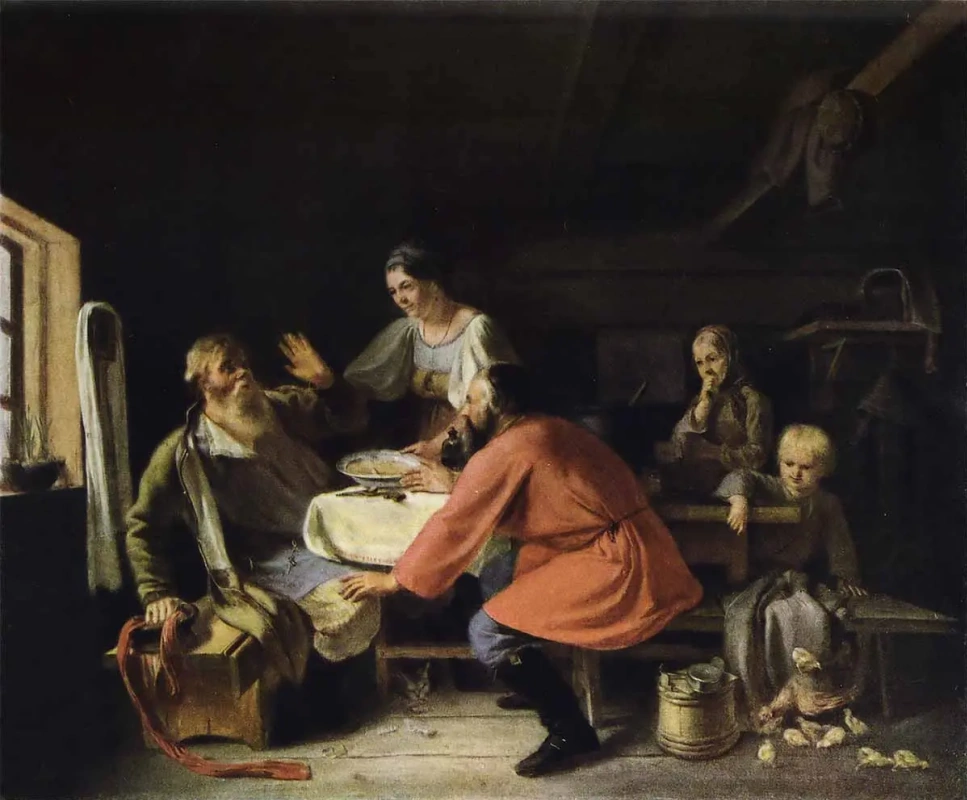
«Демьянова уха» А. М. Волков, 1856

Демьян сварил уху и пригласил в гости своего соседа Фо́ку, который наевшись досыта, продолжал получать от хозяина настойчивые предложения отведать ещё ушицы:
…Тут бедный Фока мой,

Как ни любил уху, но от беды такой,

Схватя в охапку

Кушак и шапку,

Скорей без памяти домой —

И с той поры к Демьяну ни ногой.

## Фразеологизм
Крылатое выражение «Демьянова уха» означает ситуацию, когда кому-то предлагают что-то очень навязчиво, чрезмерно и против воли.

## Иллюстраторы
Российская Императорская Академия Художеств в 1856 году избрала басню сюжетом ежегодного конкурса жанровых картин. Основная конкуренция на академической выставке 1857 года разгорелась между картинами авторства А. А. Попова и А. М. Волкова. Победила картина Попова, получившая малую золотую медаль, однако картина Волкова была также оценена критикой весьма высоко.
Басню иллюстрировали и другие крупные художники Н. Циковский, Н. Н. Купреянов, Д. Моор.